# Кирил VI Константинополски
Кирил VI Константинополски (на гръцки: Κύριλλος ΣΤ΄) е гръцки православен духовник.

## Биография
Роден е през 1769 или 1775 година в Одрин в бедно семейство от Кайзери като Константинос Сербезоглу (Κωνσταντίνος Σερπετζόγλου). Ръкоположен е за дякон в 1791 година от митрополит Калиник Одрински (1780 - 1792). В 1801 година е назначен за велик архидякон на Вселенската патриаршия. През септември 1803 година е избран и по-късно ръкоположен за иконийски митрополит. През декември 1810 година е избран за одрински митрополит. През февруари 1811 година, преди дори да се премести в новата си епархия, той е уволнен и на негово място е ръкоположен йеромонах Даниил. Въпреки това през март 1811 година Даниил е свален от власт и Кирил е възстановен в Одринска епархия. На 4 март 1813 година е избран за вселенски патриарх. На 13 декември 1818 година подава оставка под османски натиск. Установява се в Одрин.
На 18 април 1821 година, по време на антигръцките репресии в началото на Войната за независимост, Кирил е обесен от османците.
През 1993 година е канонизиран от Църквата на Гърция за светец и паметта му се отбелязва на 18 април.
На 11 януари 2022 година с решение на Светия синод на Вселенската патриаршия той е включен в Свещената книга на Православната църква.